# Raïon de Vetka
Le raïon de Vetka (en biélorusse : Веткаўскі раён, Vetkawski raïon ; en russe : Ветковский район, Vetkovski raïon) est une subdivision de la voblast de Homiel ou Gomel, en Biélorussie. Son centre administratif est la ville de Vetka.

## Géographie
Le raïon de Vetka est situé dans l'est de la voblast, à la frontière avec la Russie. Il couvre une superficie de 1 558 km2. Le raïon est arrosé par la rivière Soj, affluent du Dniepr et la rivière Besed, affluent de la Soj. Son point culminant s'élève à 190 m.
Le raïon de Vetka est limité au nord par le raïon de Tchatchersk, à l'est par la Russie (oblast de Briansk, raïons de Krasnogorsk et de Novozybkov), au sud par le raïon de Dobrouch et le raïon de Gomel et à l'ouest par le raïon de Bouda-Kachaliova.

## Galerie

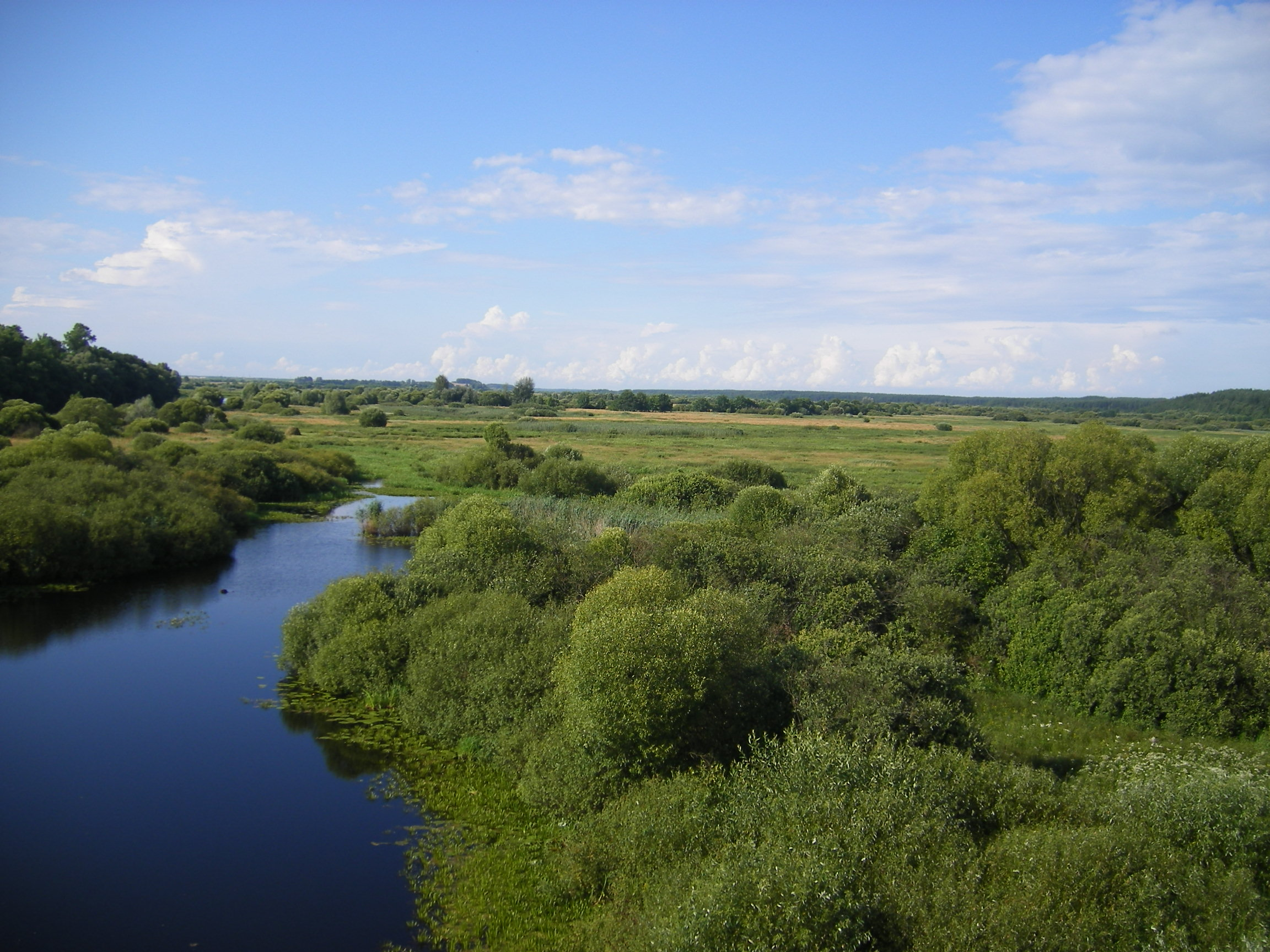
La rivière Besed dans le raïon de Vetka.
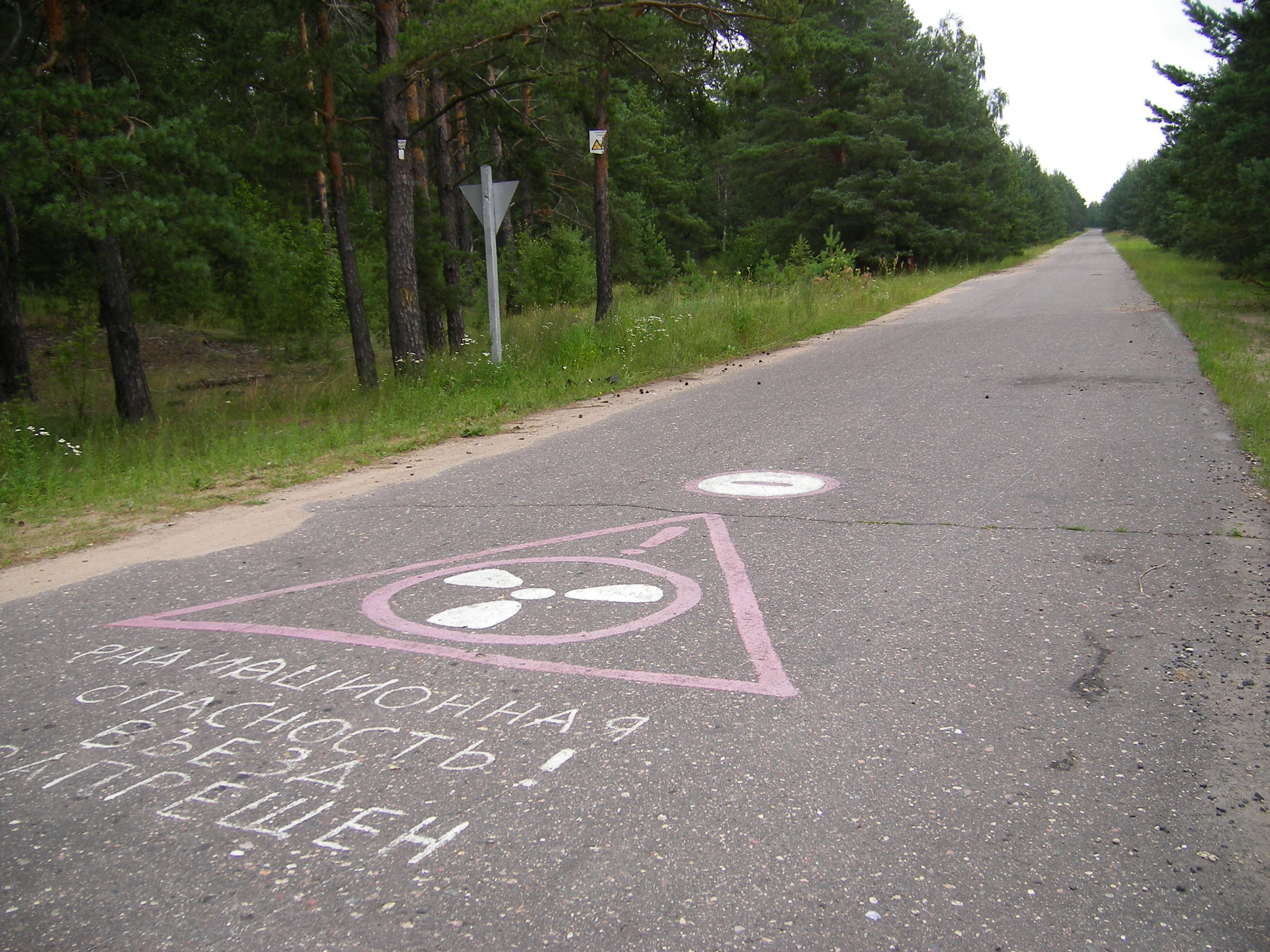
Route interdite en raison de la radioactivité en 2006.

## Histoire
Le raïon a été créé le 8 décembre 1926. Il compte 139 villages. Le raïon a particulièrement souffert à la suite de l'explosion du réacteur de la centrale nucléaire de Tchernobyl le 26 avril 1986 et de nombreux villages ont dû être abandonnés.

## Population

### Démographie
Les résultats des recensements de la population (*) font apparaître une forte diminution de la population depuis 1959. Ce déclin s'est accéléré après la catastrophe de Tchernobyl :
| 1959*  | 1970*  | 1979*  | 1989*  | 1999*  | 2009*  |
| ------ | ------ | ------ | ------ | ------ | ------ |
| 55 689 | 52 689 | 44 183 | 35 373 | 21 498 | 18 766 |

### Nationalités
Selon les résultats du recensement de 2009, la population du raïon se composait de trois nationalités principales :
- 88,79 % de Biélorusses ;
- 60,31 de Russes ;
- 1,5 d'Ukrainiens.

### Langues
En 2009, la langue maternelle était le biélorusse pour 60,31 % des habitants du raïon et le russe pour 38,5 %. Le biélorusse était parlé à la maison par 33,2 % de la population et le russe par 65,5 %.